# 히라모토 가즈키
히라모토 가즈키(일본어: 平本 一樹, 1981년 8월 18일 ~ )는 일본의 전 축구 선수이다.

## 구단 경력
그는 1999년부터 2017년까지 J리그의 도쿄 베르디, 요코하마 FC, FC 마치다 젤비아, 방포레 고후에서 활동하였다.

## 국가대표팀 경력
그는 2001년 FIFA 세계 청소년 축구 선수권 대회에 참가할 일본 U-20 국가대표팀에 발탁되었으며, 1경기에 출전했다.